# Totalement déjantés
Totalement déjantés est le quatrième album de la série de bande dessinée Les Simpson, sorti le 5 novembre 2008, par les éditions Jungle. Il contient trois histoires : Tic Tac d’Oh, Crise d’identité et Les Débuts de Mlle Lisa Simpson.